# Magda Petrovanu
Magda Noela Petrovanu (n. 27 decembrie 1923 – d. 22 august 2008) a fost un chimist român, profesor universitar și inventator român, cofondator - alături de prof. Ioan Zugrăvescu - a domeniului ciclimoniu-ilidelor.

## Biografie
A urmat în Iași cursurile școlii primare ale Colegiului „Notre Dame de Sion” și ale Facultății de Științe, Secția Fizico-Chimice la Universitatea din Iași. A absolvit facultatea în anul 1946, ca șef de promoție, cu diplomă Magna Cum Laude. 
Devine doctor în Științe Chimice în anul 1954, sub conducerea profesorului Constantin Vasile Gheorghiu. Cariera academică o începe ca asistent (în 1946) la Facultatea de Chimie, Catedra de Chimie organică, încheind-o ca profesor (promovată în 1969) la aceeași catedră. Obține în 1956 titlul de doctor în științe chimice cu lucrarea „Formazani și săruri de tetrazoliu”. În 1971 devine doctor docent în Științe la Universitatea „Alexandru Ioan Cuza” din Iași.
Magda Petrovanu a fost profesor invitat la diverse universități din Europa (Gand, Bruxelles, Paris, Nantes, Marsilia, München, Heidelberg și Bonn) și membru al unor societăți de fizică și chimie, naționale și internaționale. A primit numeroase distincții naționale și internaționale, între care profesor evidențiat (1980, Academia Română), profesor emerit (1998, "Alexandru Ioan Cuza" din Iași), Chevalier de l’ordre des palmes académiques (decret din 22 august 1977 al Secretariatului de Stat al Universităților din Franța).

## Opere
A publicat peste 200 de lucrări științifice (citate în monografii și reviste de prestigiu), peste 50 brevete de invenție, 11 cărți, printre care: N-Ylid Chemistry (McGrow-Hill, London, U.K., 1972) tradusa apoi și în limba română: Chimia N-ilidelor (București, Editura Academiei, 1974, împreună cu I. Zugrăvescu), Cicloadiții 3+2 dipolare (București, Editura Academiei, 1984, împreuna cu I. Zugrăvescu), Istoria chimiei (București, Editura Academiei, 1962, coautor Barbu Herșcovici), Istoria chimiei în România până la 1944 (Iași, Editura Universității „Alexandru Ioan Cuza”, 1997, împreună cu Maria Caproșu, Ionel Mangalagiu).
După o bogată activitate de peste cinci decenii, Magda Noela Petrovanu a trecut în neființă în ziua de 25 iulie 2008 și a fost înmormântată în Cimitirul „Eternitatea” din Iași.

## In memoriam
Începând din anul 2009 Facultatea de Chimie a Universității „Alexandru Ioan Cuza” din Iași organizeaza Concusul Național de Chimie „Magda Petrovanu”, concurs care se adresează elevilor din ciclurile gimnazial și liceal.